# Zekra Alwachová
Zekra Alwachová je bývalá starostka iráckého hlavního města Bagdádu. V době svého jmenování do funkce v roce 2015 byla jedinou ženou v čele významnějšího města v celé Arabské lize. Alwachovou jmenoval v závěru února 2015 irácký premiér Hajdar Abádí. Učinil tak poté, co odvolal jejího předchůdce Naíma Abúba al Kabího s odůvodněním, že nezvládl zastavit korupci a násilí, které Bagdád sužuje. Funkci vykonávala do září roku 2020.
Alwachová je původní profesí stavební inženýrka, před nástupem do čela hlavního města pracovala jako generální ředitelka na iráckém ministerstvu pro vyšší vzdělání.
Vyšší funkce v Iráku zastává jen minimum žen. Podle zprávy OSN z roku 2014 je téměř čtvrtina iráckých žen starších dvanácti let negramotná. Možnost pracovat dostane zhruba 14 procent žen.